# Mrozów

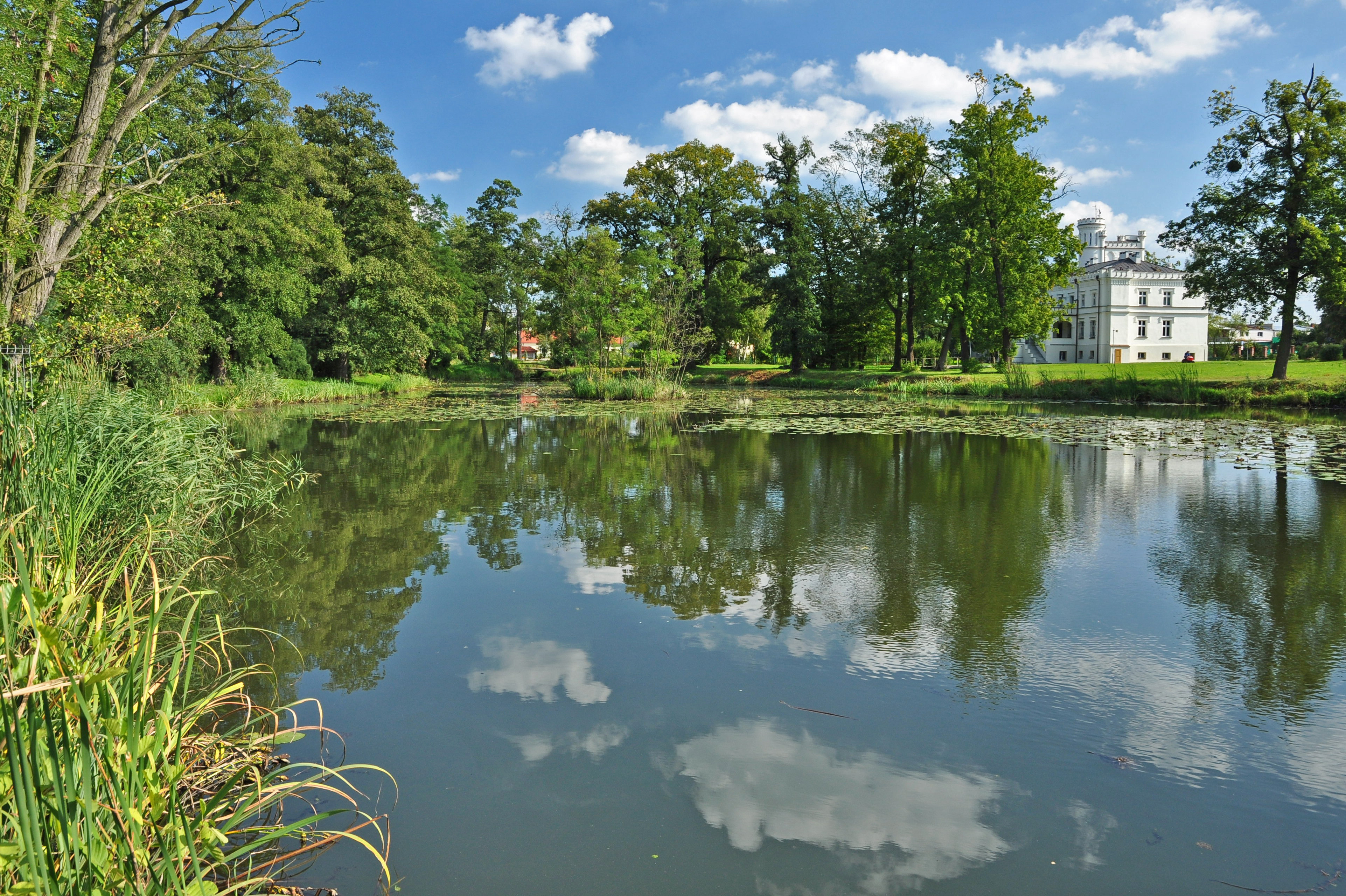
Fragment zabytkowego parku

Mrozów (niem. Nippern) – wieś sołecka w Polsce położona w województwie dolnośląskim, w powiecie średzkim, w gminie Miękinia.

## Podział administracyjny
W latach 1945–1954 siedziba gminy Mrozów. W latach 1954–1961 wieś należała i była siedzibą władz gromady Mrozów, po jej zniesieniu w gromadzie Miękinia. W latach 1975–1998 miejscowość administracyjnie należała do województwa wrocławskiego.

## Architektura
Zabudowa zróżnicowana, głównie z początku XX w. Centralny, najstarszy fragment wsi stanowi wyodrębniona część dworska, folwarczna i kościelna z probostwem. Centrum posiada zabudowę niską, typu willowego. 
W pobliżu przystanku kolejowego przeważa chaotyczna zabudowa. Zachowane tam fragmenty dawnych zabudowań folwarcznych zostały zaadaptowane na magazyny i warsztaty. Teren wzdłuż drogi wylotowej w kierunku Wojnowic i Miękini zabudowany jest posadowionymi na wąskich i przylegających do siebie działkach z lat 30. XX wieku. Na wschodnich obrzeżach wsi powstają nowe osiedla domów mieszkalnych.

## Zabytki
Do wojewódzkiego rejestru zabytków wpisane są:
- Kościół Najświętszej Maryi Panny Zwycięskiej w stylu barokowym[7], wybudowany w połowie XIV wieku. Przebudowywany w XVI wieku oraz w 1686 roku
- plebania w stylu klasycznym[7] z 1786 roku, przebudowywana w 1805 roku, ul. Wyzwolenia 17
- zespół pałacowy z przełomu XVIII/XIX wieku, obecnie mieszczący zakład opiekuńczy:
  - pałac w stylu neogotyku angielskiego[7]
  - park
  - altana na wyspie z końca XIX wieku

inne zabytki:
- barokowa figura św. Jana Nepomucena z lat 40. XVIII w., restaurowana w 2005 r.[8]
- pomnik przyrody: dąb szypułkowy na terenie parku o obwodzie pnia 416 cm, w wieku około 290 lat, stan zdrowotności tego drzewa jest dobry, posusz odpowiednio 25%.[9]

## Transport
Od 1844 r. przez Mrozów prowadzi linia kolejowa, będąca dawniej częścią magistrali berlińskiej, a współcześnie wchodząca w skład korytarza transportowego E 30. Przy drodze do Krępic znajduje się czynny kolejowy przystanek osobowy Mrozów, na którym zatrzymują się pociągi osobowe Kolei Dolnośląskich w stronę Wrocławia Głównego i Legnicy.

## Galeria

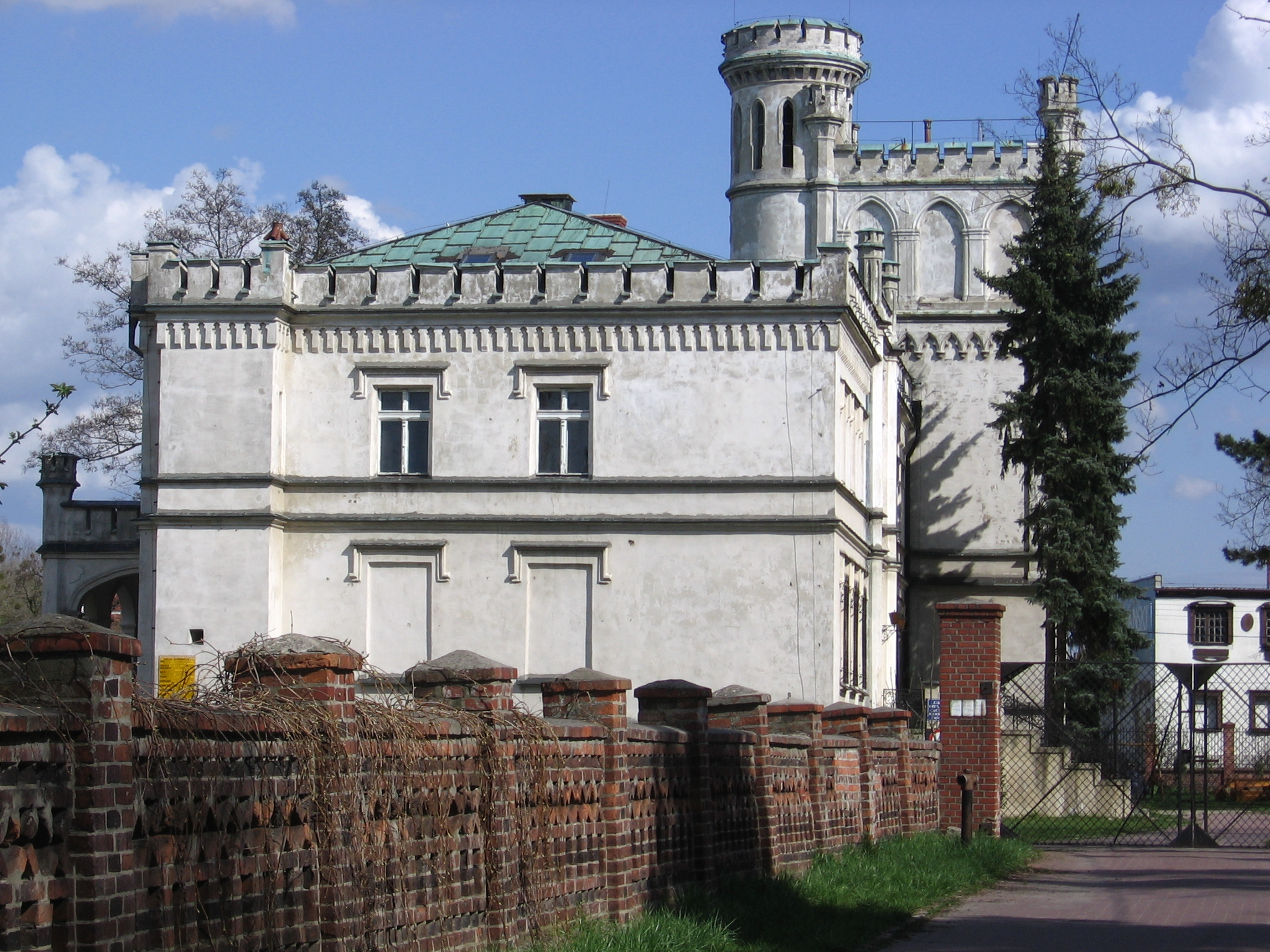
Pałac w Mrozowie
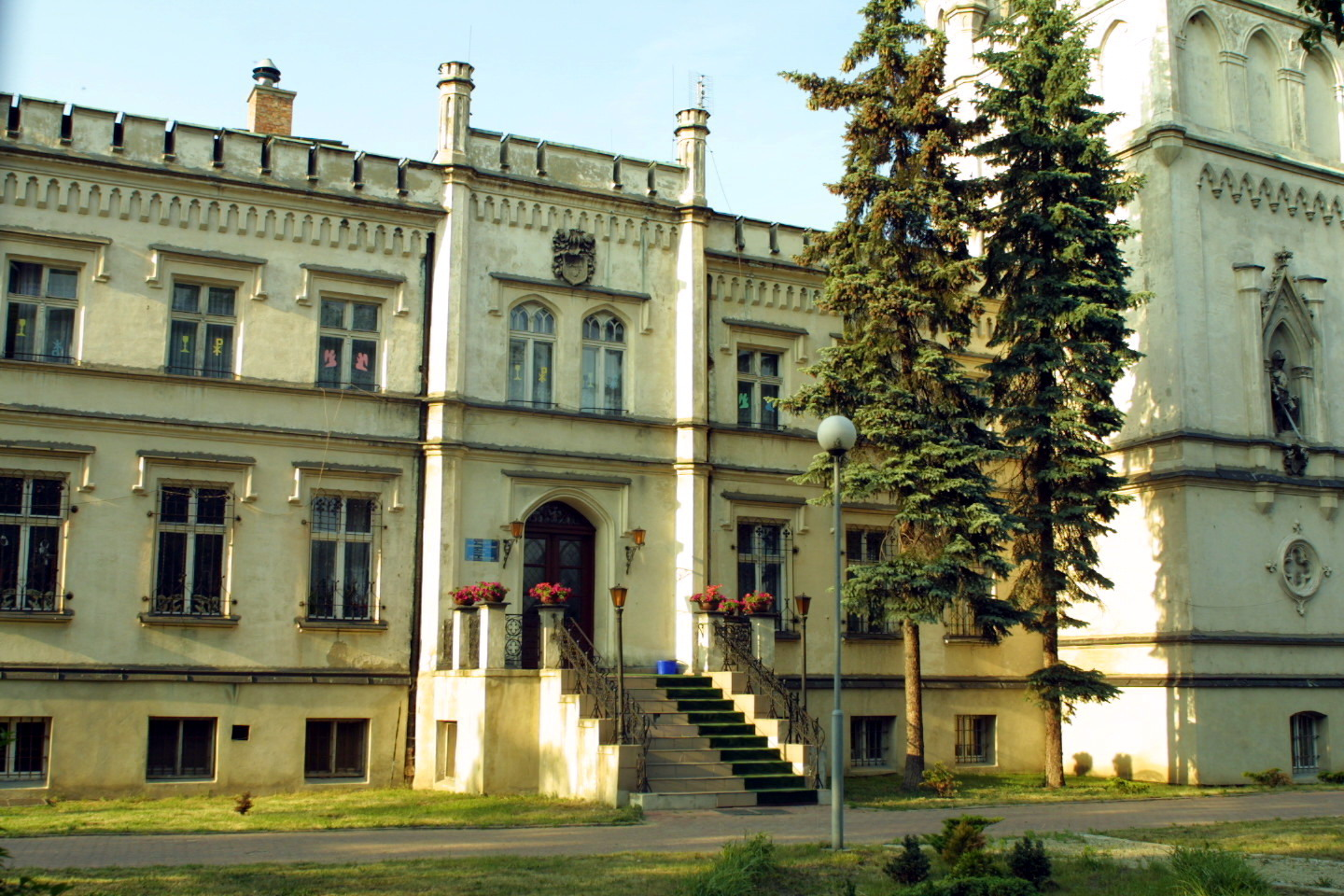
Pałac w Mrozowie
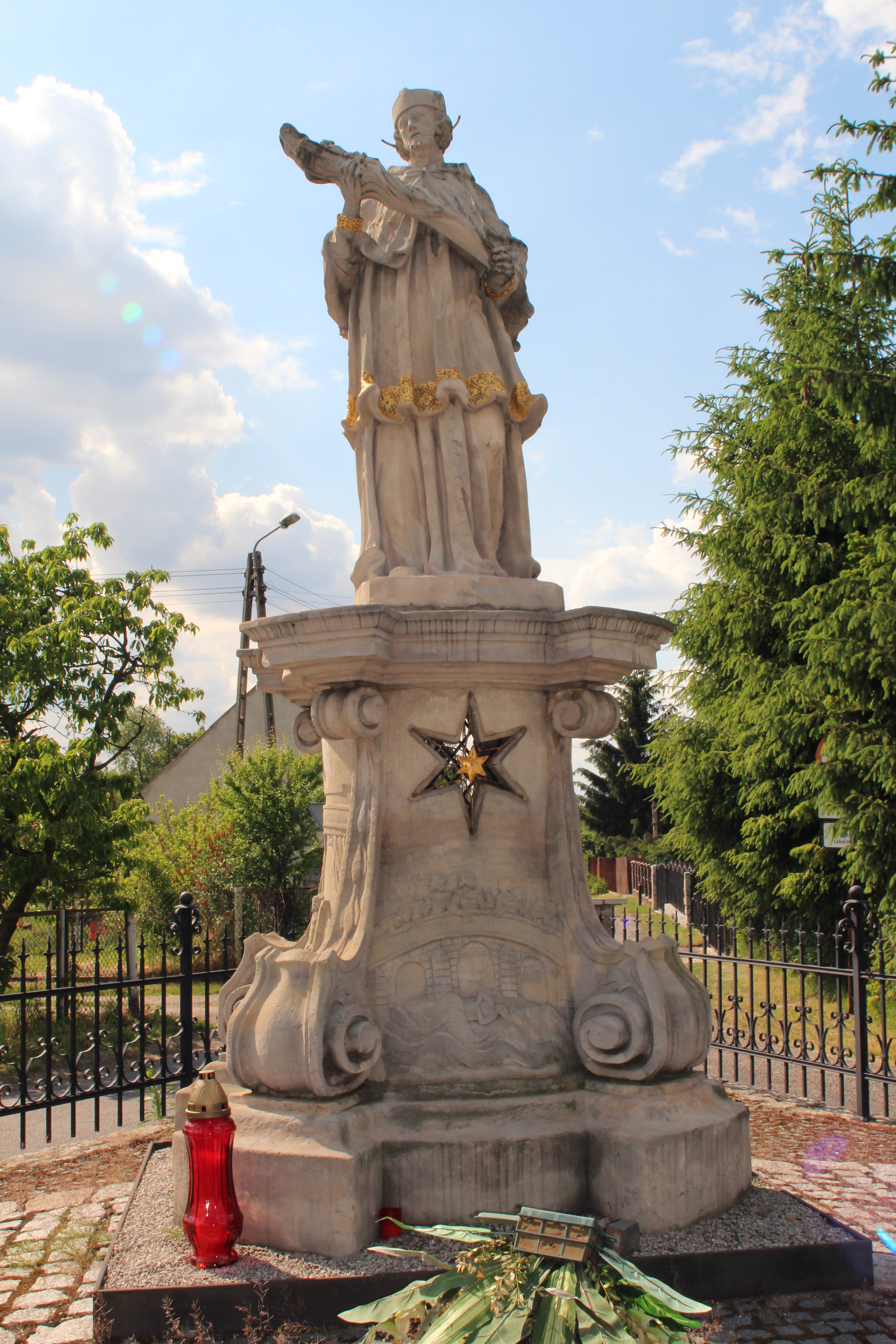
Barokowa figura św. Jana Nepomucena
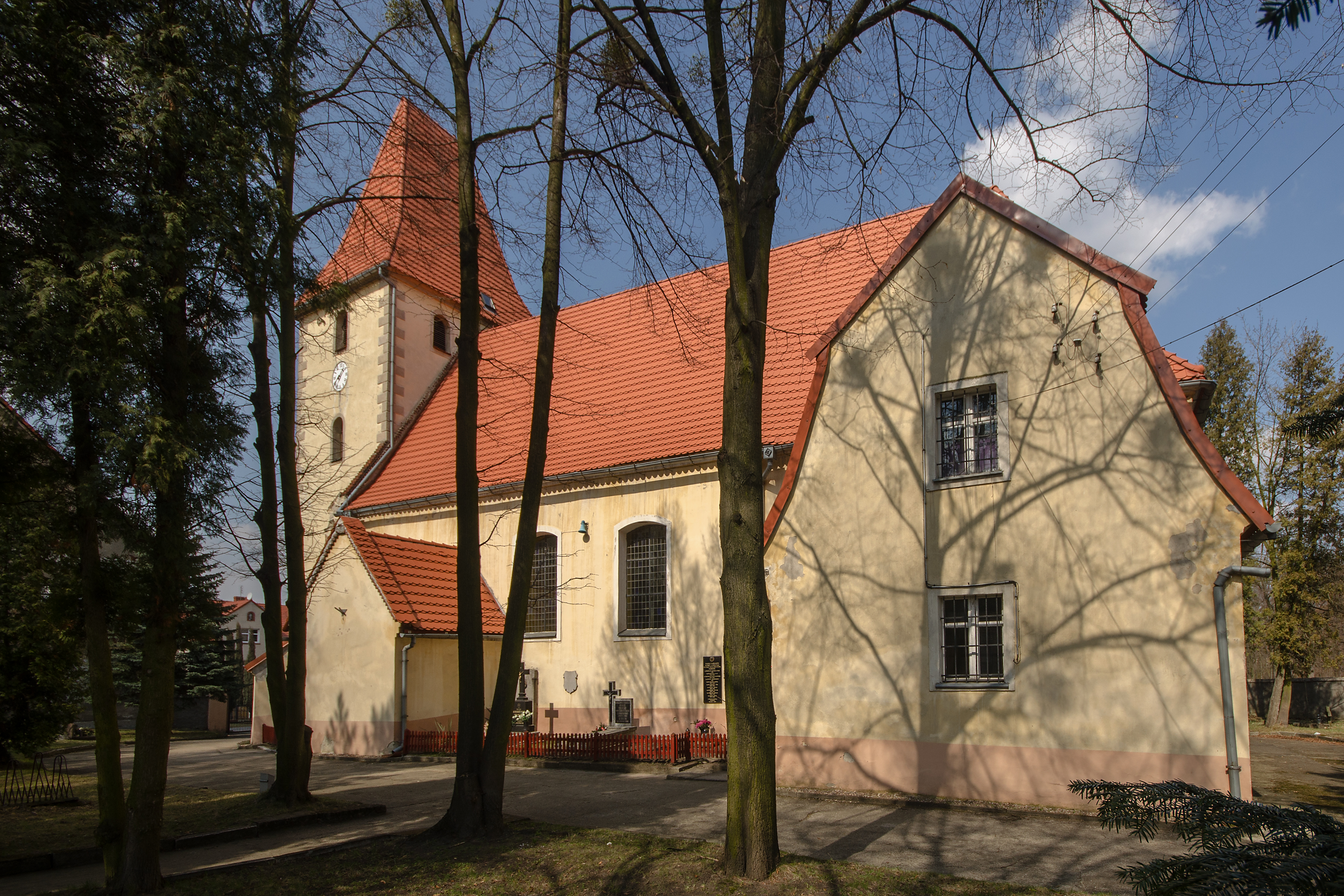
Kościół Matki Bożej Zwycięskiej
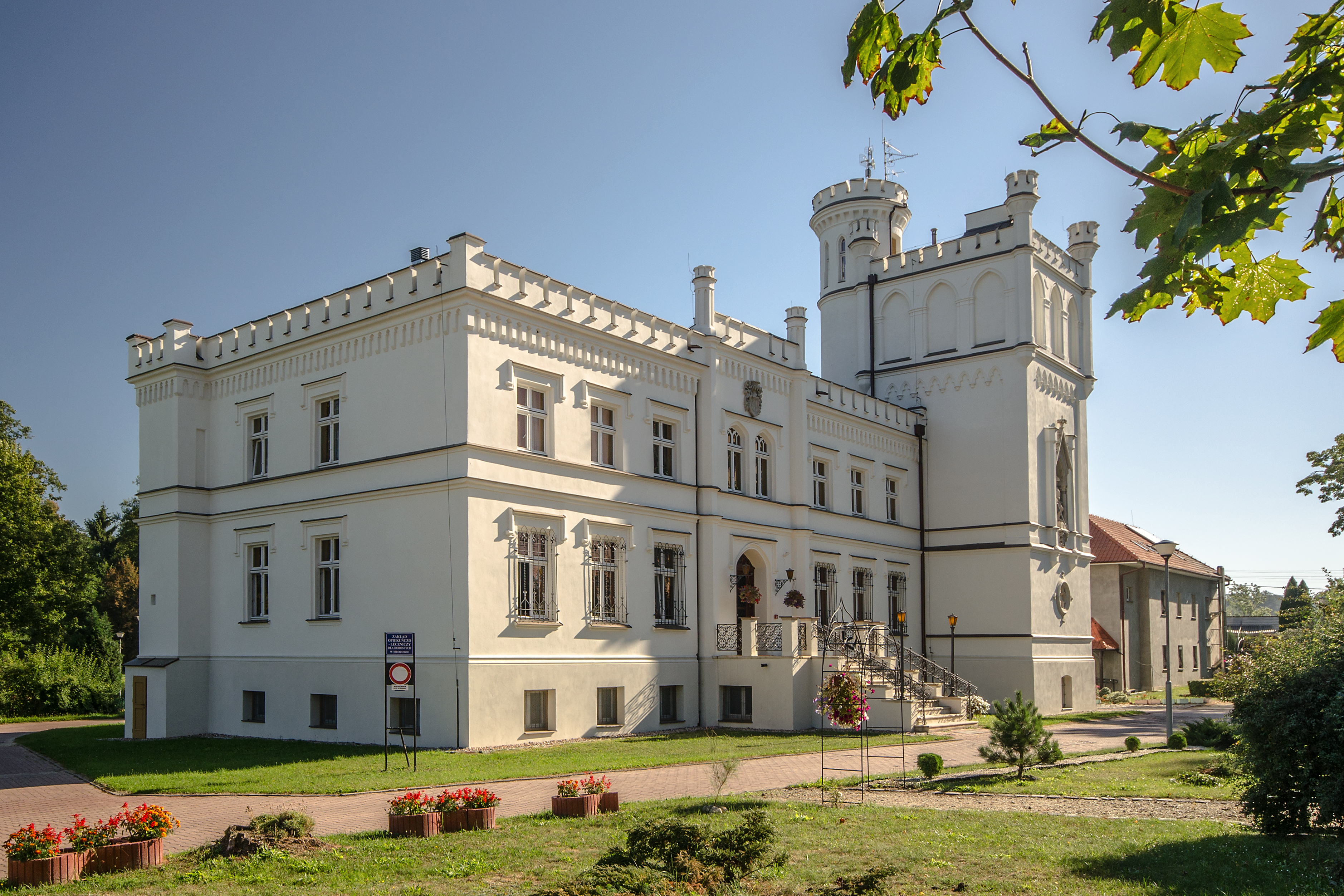
Pałac w Mrozowie
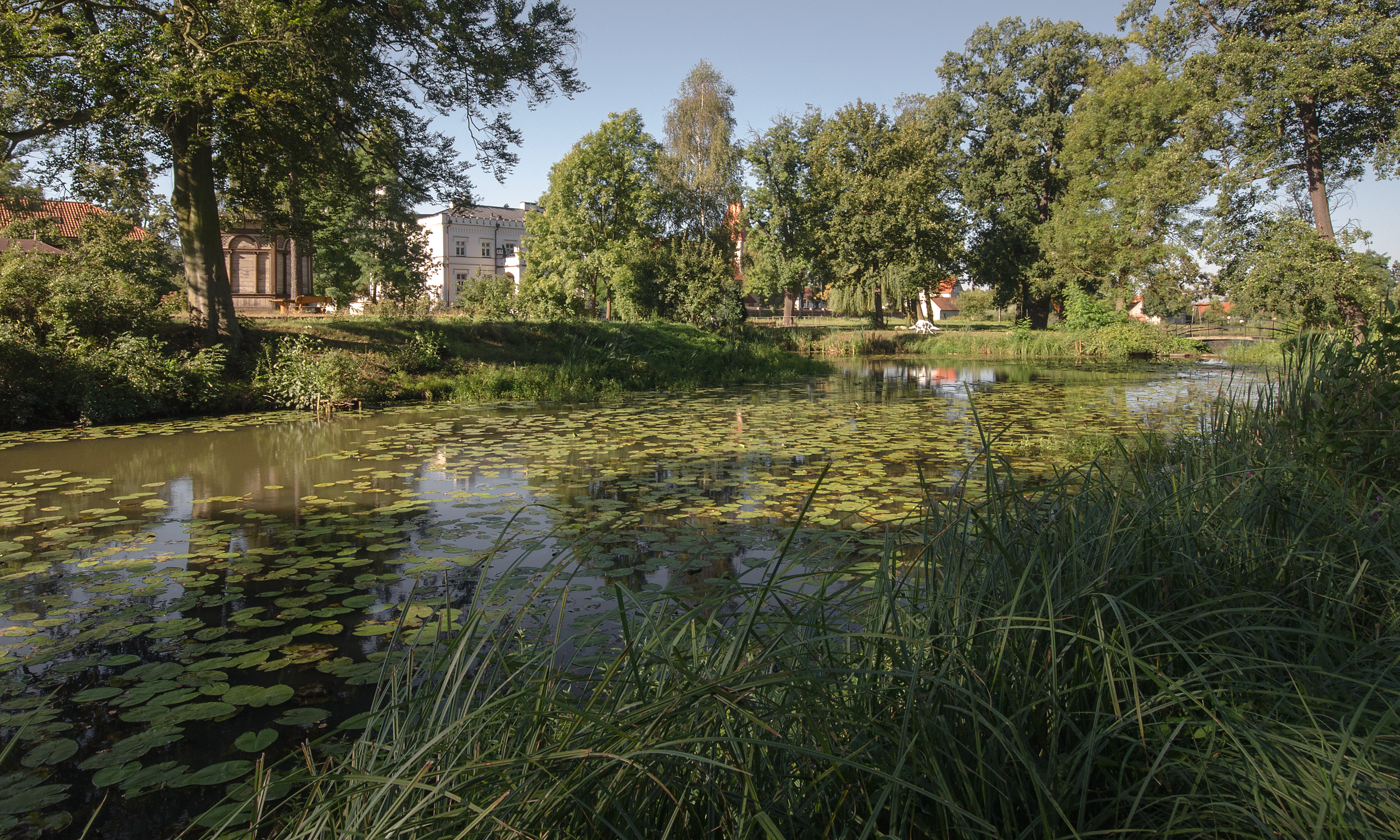
Park przy pałacu
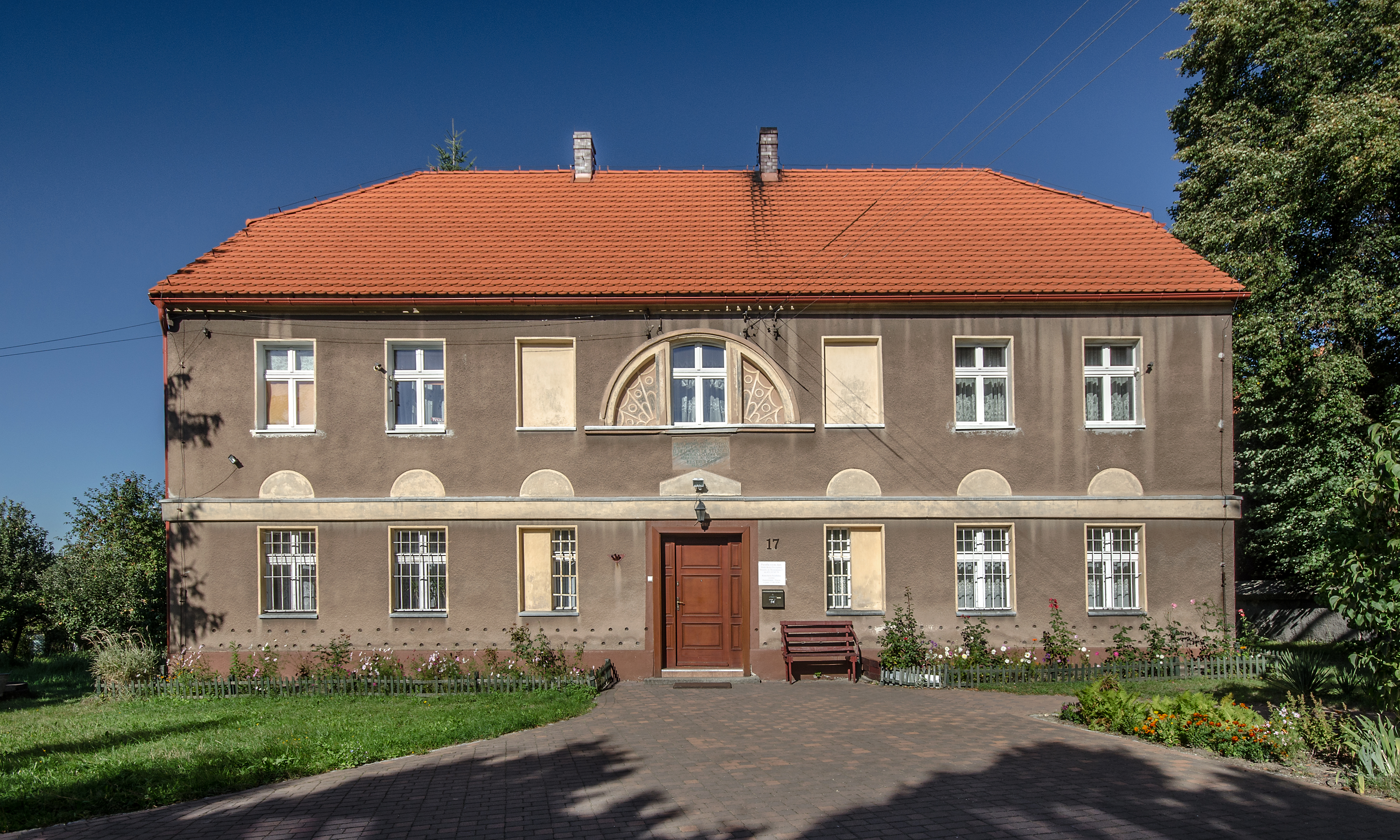
Plebania
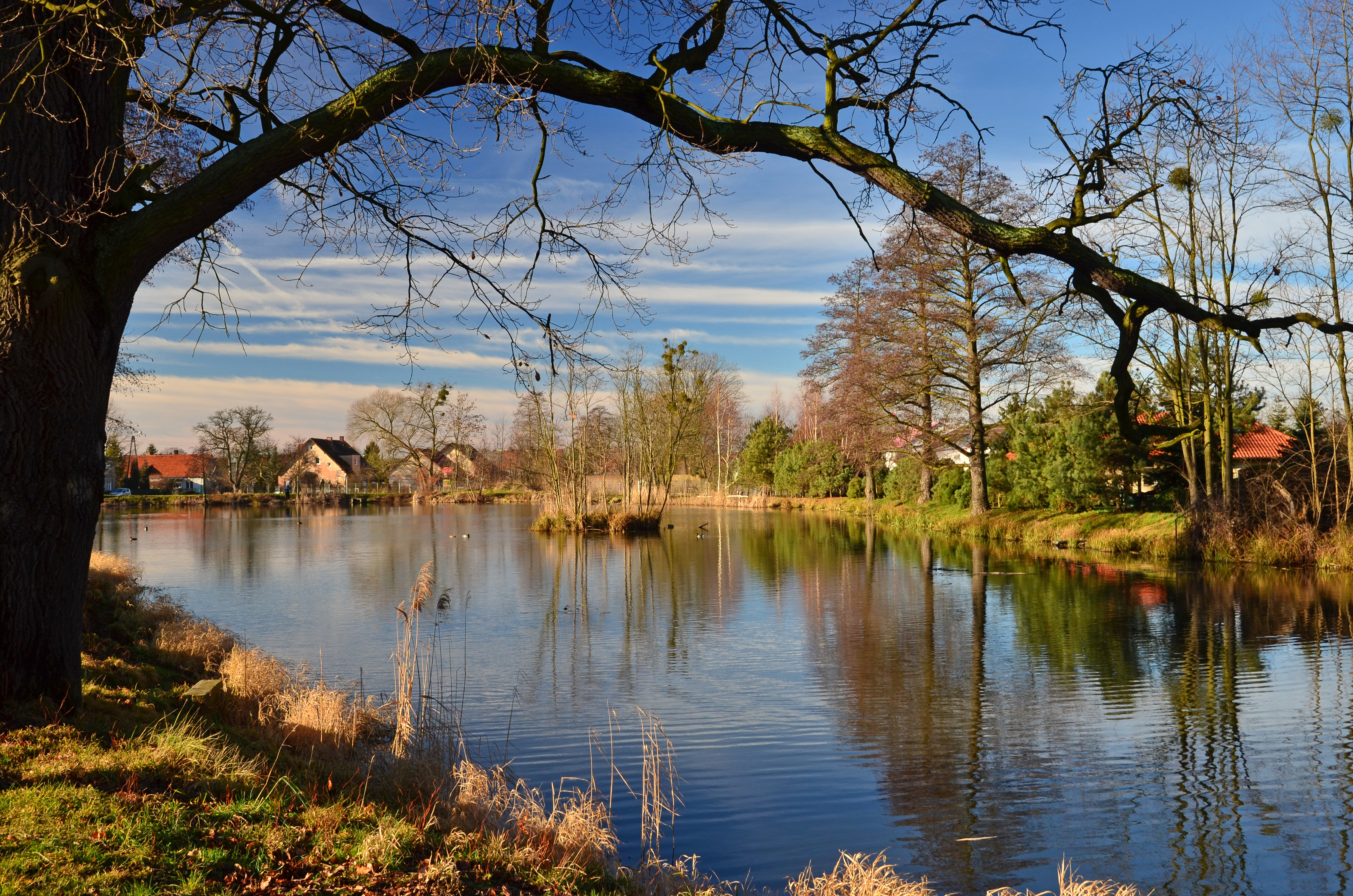
Park przy pałacu
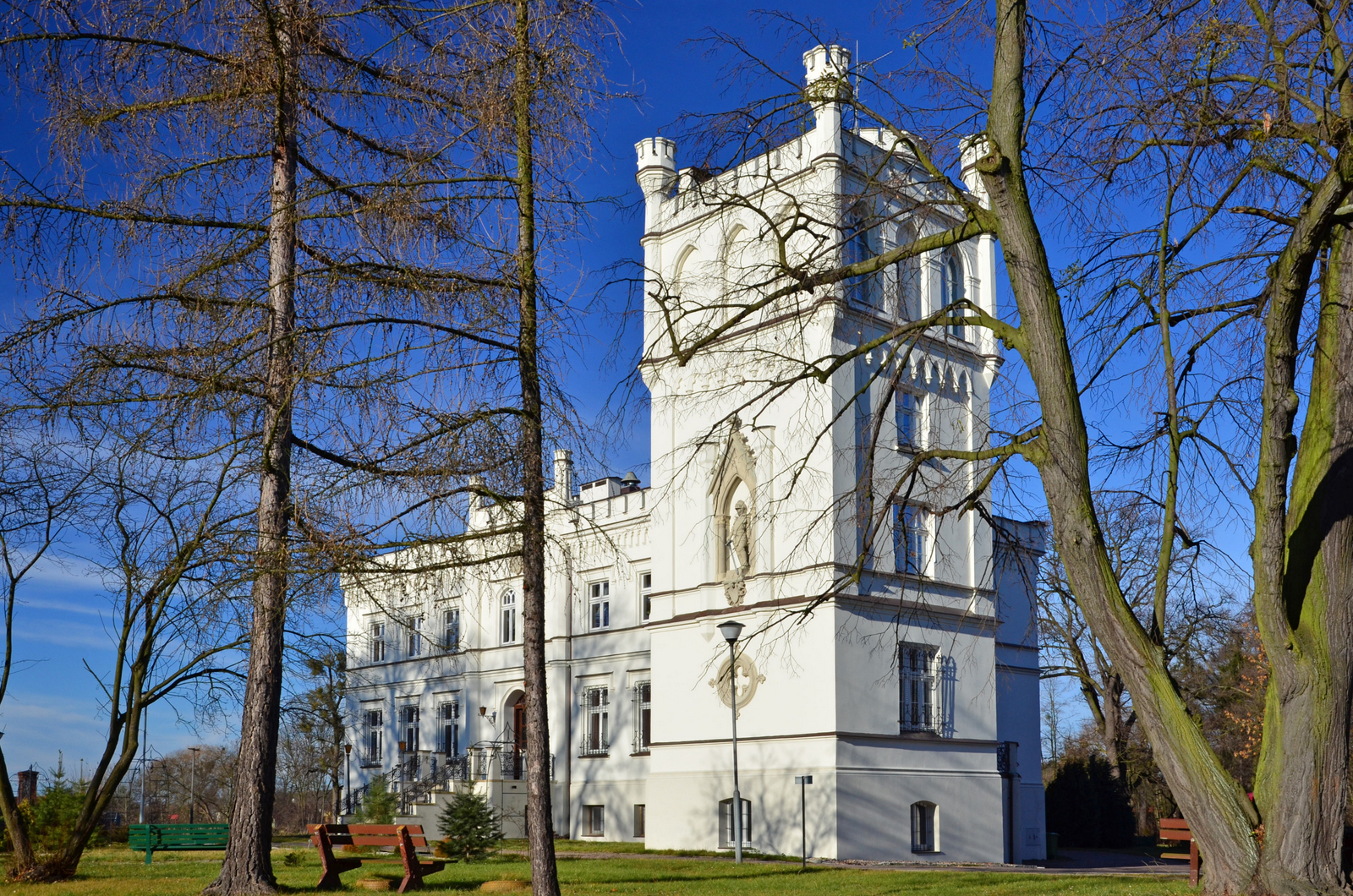
Neogotycki pałac z XIX w.
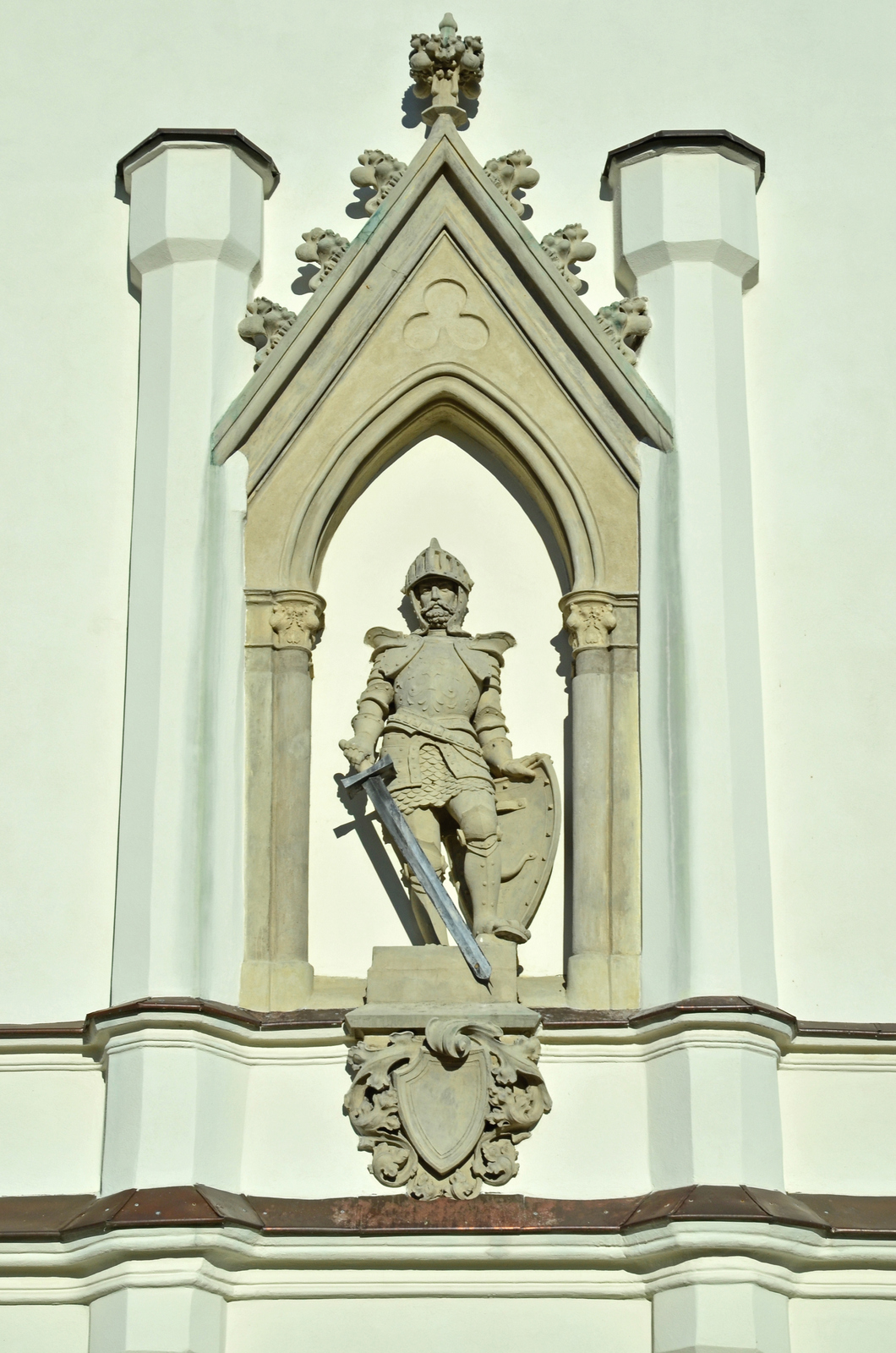
Pałac w Mrozowie, elewacja, detal